# الإجازة (فلم)
الإجازة هو فيلم أمريكي كوميدي رومانسي أُصدر عام 2006، أخرجت الفيلم المخرجة الأمريكية نانسي ميرز، وبطولة كاميرون دياز، كيت وينسليت، جود لو وجاك بلاك.

## ملخص الفيلم
فتاتان تمران بنفس الأزمة ولكن في بلدين مختلفين بل وفي قارتين مختلفتين الأولى في أمريكا والثانية في بريطانيا فكل منهما كانت على علاقة بشخص تظن أنه سيكون شريك العمر ولكنها تصدم بخيانة هذا الحبيب وتجد الإثنتان نفسيهما في حالة كآبة بعد نهاية العلاقة وتصلان إلى نفس الفكرة التي تعتقد كلا منهما أنها ستخرجها من حالة الكآبة هذه وتنسيها الجرح العاطفي الذي ينزف بداخلها والفكرة هي السفر إلى مكان بعيد والانتقال إلى جو آخر مختلف يلهيها عما حدث ويخرجها من جو الحزن الذي تعيش فيه فتضع إحداهما إعلاناً على موقع للإنترنت تعرض فيه على من يرغب تبادل المسكن والسيارة في فترة الإجازة وتقع الأخرى على هذا الإعلان وتستجيب له وبعد أن يتفقا على التفاصيل تسافر كلا منهما إلى بلد الأخرى وتسكن في مسكنها ويتضح لهما أنها كانت فكرة جيدة فكلاً منهما تجد في حياة الأخرى والمحيط الذي تعيش فيه ما يسلّيها وينسيها حزنها بل وكلاً منهما تجد فرصة جديدة للحب وشخصاً آخر من الممكن أن يكون الحبيب ولكن المشكلة هي أن وجود كلاً منهما في حياة الأخرى هو وجود مؤقت وبعد نهاية الإجازة سوف تعود كلاً منهما إلى حياتها الأصلية.

## الأدوار الرئيسية
| الممثل         | الدور الرئيسي   |
| -------------- | --------------- |
| كاميرون دياز   | أماندا وودز     |
| كيت وينسليت    | أيرس سيمبكينز   |
| جود لو         | جراهام سيمبكينز |
| جاك بلاك       | مايلز دومنت     |
| إيلاي والاك    | آرثر أبوت       |
| إدوارد برنز    | إيثان إبرز      |
| روفوس سيويل    | جاسبر بلوم      |
| شانيان سوسامون | ماجي            |
| بيل ماسي       | إرني            |
| شيلي بيرمان    | نورمان          |
| جون بريسكوت    | صديق ماجي       |
| جون كرازينسكي  | بن              |
| كاثرين هان     | بريستول         |

## وصلات خارجية
- الموقع الرسمي
- مقالات تستعمل روابط فنية بلا صلة مع ويكي بيانات
- الإجازة على موقع أول موفي.